# Heterolocha lilacina
Heterolocha lilacina là một loài bướm đêm trong họ Geometridae.